# Gasteria acinacifolia
Gasteria acinacifolia ist eine Pflanzenart der Gattung Gasteria in der Unterfamilie der Affodillgewächse (Asphodeloideae). Das Artepitheton acinacifolia leitet sich von den lateinischen Worten acinaces für einen orientalischen Krummsäbel sowie -folius für ‚-blättrig‘ ab.

## Beschreibung

### Vegetative Merkmale
Gasteria acinacifolia wächst stammlos, ist niederliegend bis aufrecht und erreicht bei einem Durchmesser von 65 Zentimetern eine Höhe von 25 bis 75 Zentimeter. Sie ist einzeln oder sprosst und bildet kleine Gruppen. Die aufrecht-ausgebreiteten und manchmal sichelförmigen Laubblätter bilden Rosetten. Die dunkelgrüne, gekielte Blattspreite ist 22 bis 60 Zentimeter lang und 4,5 bis 10 Zentimeter breit. Sie ist mit dichten weißen Flecken bedeckt, die in diagonalen Streifen angeordnet sind. Die Epidermis ist glatt und nur selten warzig. Der fein gesägte und nur manchmal ganzrandige Blattrand ist knorpelig. Die zugespitzte Blattspitze ist selten gerundet. Junge Blätter sind zweizeilig angeordnet. Sie sind bandförmig, spreizend bis aufrecht ausgebreitet, warzig und nur selten glatt.

### Blütenstände und Blüten

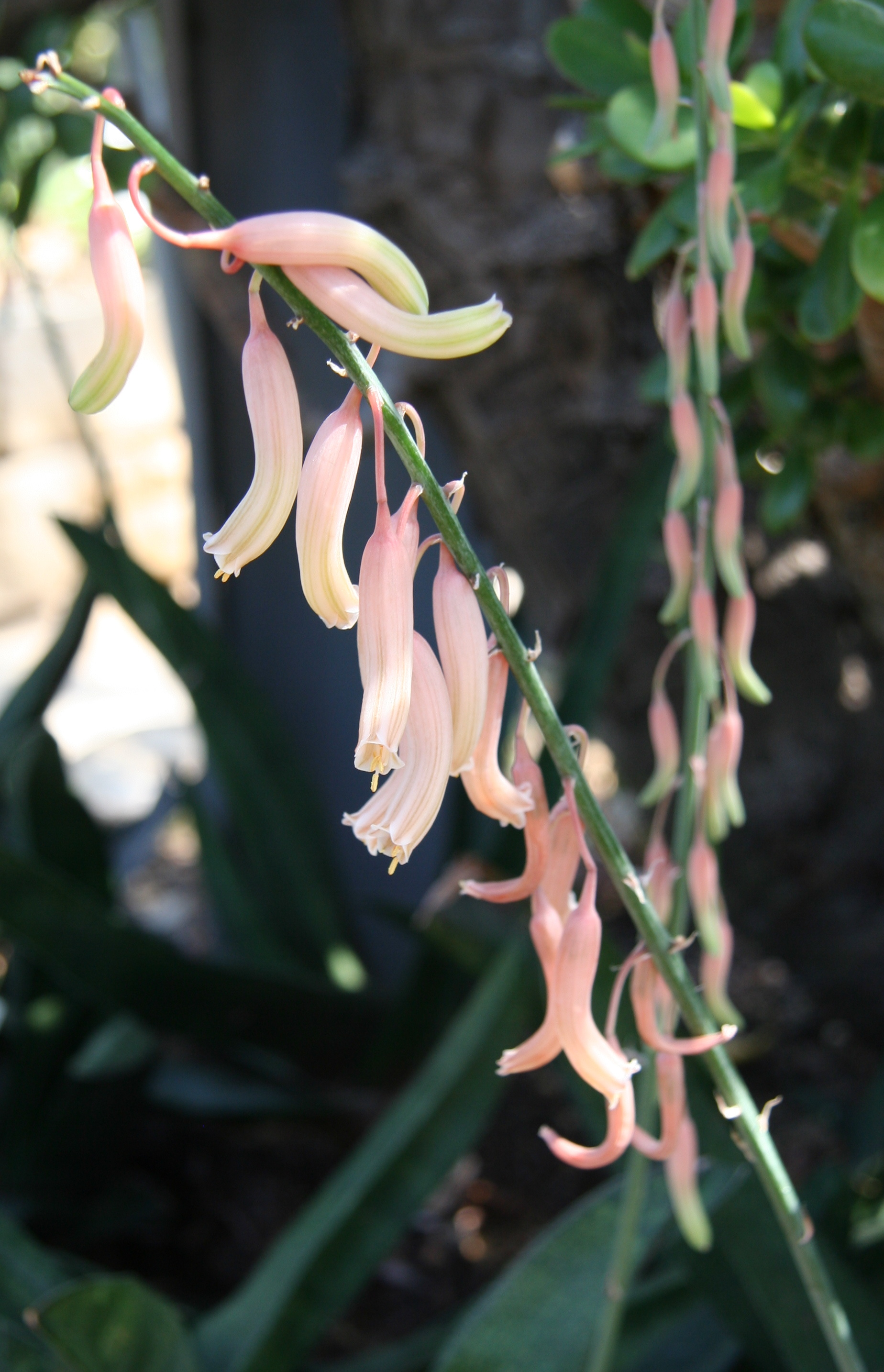
Blütenstand

Der unterschiedlich ausgebildete Blütenstand erreicht eine Länge von bis zu 100 Zentimeter. Meist ist er eine Rispe mit flachem Wipfel. Die Zweige des Blütenstandes sind waagerecht bis aufrecht ausgebreitet. Die Blütenhülle ist 35 bis 45 Millimeter (selten bis zu 50 Millimeter) lang und weist einen Durchmesser von 5 bis 9 Millimeter auf. Ihr bauchiger Teil ist schmal ellipsoid und erstreckt sich über die Hälfte der Länge der Blütenhülle. Oft ist sie nicht eingeschnürt oder undeutlich bauchig. Die rosafarbene Blütenhülle ist auf der oberen Hälfte weiß und grün gestreift. Der Griffel ragt nicht oder bis zu 5 Millimeter aus der Blütenhülle heraus.
Die Blütezeit reicht vom Frühjahr bis zur Mitte des Sommers.

### Früchte und Samen
Die gestutzten oder stumpf gerundeten Früchte sind 35 bis 43 Millimeter lang. Sie enthalten 6 bis 8 Millimeter lange und 5 bis 6 Millimeter breite Samen.

## Systematik und Verbreitung
Gasteria acinacifolia ist in der südafrikanischen Provinz Ostkap in küstennahen Dünendickichten verbreitet.
Die Erstbeschreibung durch Joseph Franz von Jacquin unter dem Namen Aloe acinacifolia wurde 1811 veröffentlicht. Adrian Hardy Haworth stellte die Art 1819 in die Gattung Gasteria.
Synonyme sind Aloe acinacifolia var. acinacifolia, Gasteria nitens Haw. (1819), Gasteria acinacifolia var. nitens (Haw.) Baker (ohne Jahr), Aloe nitens (Haw.) Schult. & Schult.f. (1829), Gasteria candicans Haw. (1821), Aloe candidans (Haw.) Schult. & Schult.f. (1829), Gasteria ensifolia Haw. (1825), Aloe ensifolia (Haw.) Schult. & Schult.f. (1829), Gasteria acinacifolia var. ensifolia (Haw.) Baker (1880), Gasteria pluripuncta Haw. (1827), Aloe pluripuncta (Haw.) Schult. & Schult.f. (1829), Gasteria acinacifolia var. pluripuncta (Haw.) Baker (1896), Gasteria venusta Haw. (1827), Aloe venusta (Haw.) Schult. & Schult.f. (1829), Gasteria acinacifolia var. venusta (Haw.) Baker (1896) und Gasteria inexpectata Poelln. (1938).

## Nachweise